# Seznam nejvyšších budov v Seattlu

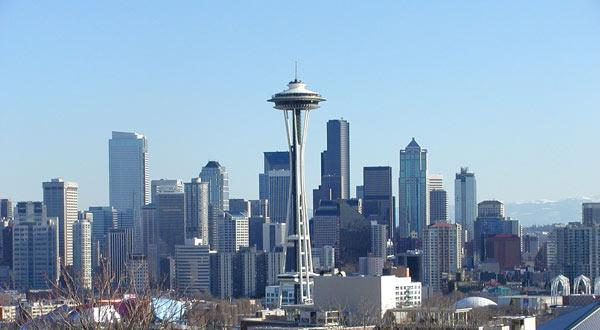
Centrum města

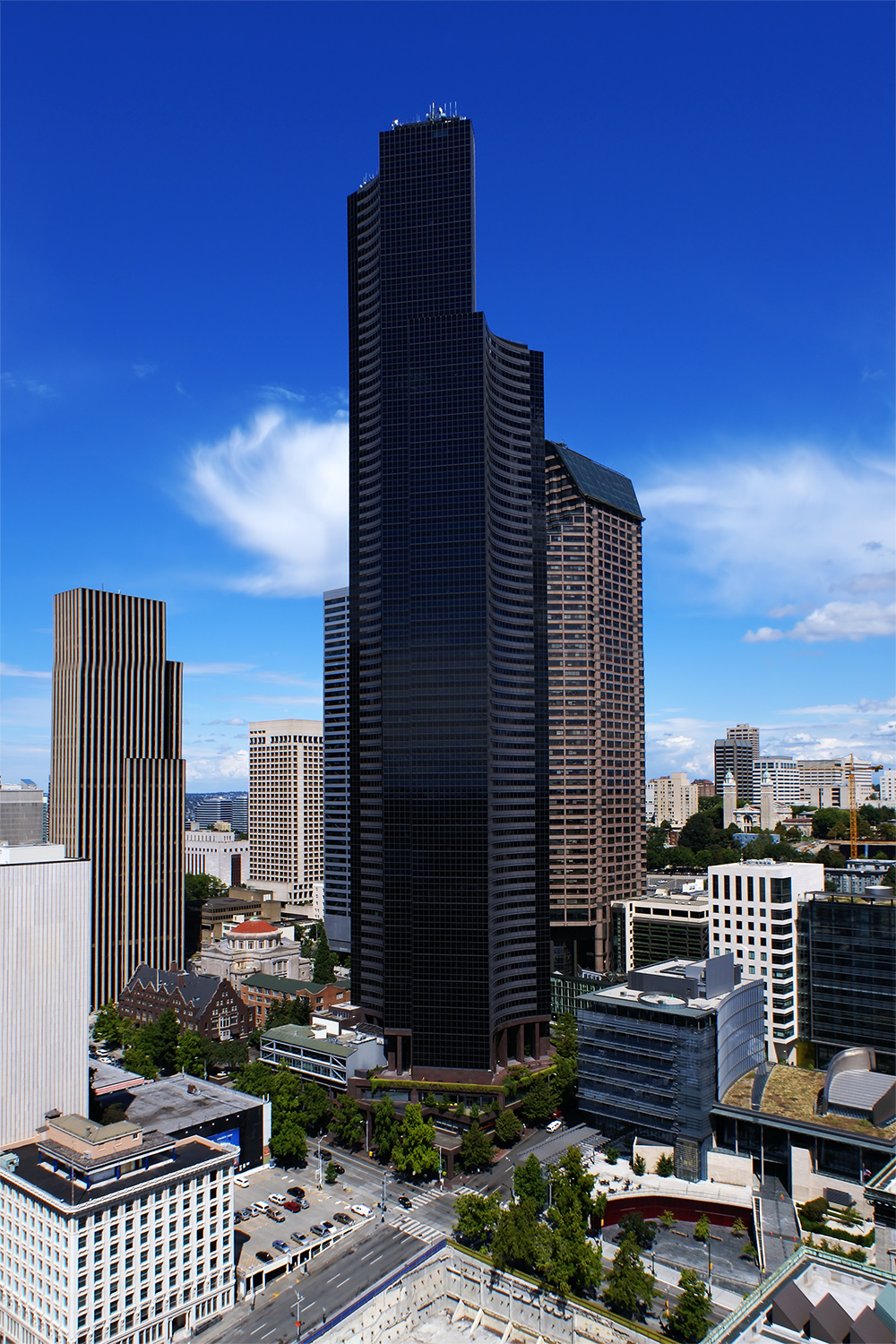
Columbia Center - nejvyšší budova ve městě

Seznam 20 nejvyšších dokončených budov  v Seattlu (Washington, USA). Platný v roce 2010.
| Pořadí | Název                              | Výška [m] | Podlaží | Rok dokončení |
| ------ | ---------------------------------- | --------- | ------- | ------------- |
| 1      | Columbia Center                    | 285       | 76      | 1985          |
| 2      | 1201 Third Avenue                  | 235       | 55      | 1988          |
| 3      | Two Union Square                   | 226       | 56      | 1989          |
| 4      | Seattle Municipal Tower            | 220       | 62      | 1990          |
| 5      | Safeco Plaza                       | 192       | 50      | 1969          |
| 6      | Russell Investments Center         | 182       | 42      | 2006          |
| 7      | US Bank Centre                     | 177       | 44      | 1989          |
| 8      | Wells Fargo Center                 | 175       | 47      | 1983          |
| 9      | Bank of America Fifth Avenue Plaza | 166       | 42      | 1981          |
| 10     | Union Bank of California Center    | 163       | 41      | 1973          |
| 11     | Rainier Tower                      | 157       | 31      | 1977          |
| 12     | Fourth and Madison Building        | 156       | 40      | 2002          |
| 13     | 1918 Eighth Avenue                 | 152       | 36      | 2009          |
| 14     | Qwest Plaza                        | 151       | 33      | 1976          |
| 15     | 1000 Second Avenue                 | 150       | 43      | 1987          |
| 16     | Henry M. Jackson Federal Building  | 148       | 37      | 1974          |
| 17     | Smith Tower                        | 141       | 42      | 1914          |
| 18     | One Union Square                   | 139       | 36      | 1981          |
| 19     | Olive 8                            | 139       | 39      | 2009          |
| 20     | 1111 Third Avenue                  | 138       | 34      | 1980          |